# Harold Moukoudi
Harold Moukoudi, né le 27 novembre 1997 à Bondy (France), est un footballeur international camerounais qui joue au poste de défenseur central à l'AEK Athènes.

## Biographie

### Carrière en club

#### Jeunesse
En 2010, il intègre le pôle espoirs de Liévin, pour deux ans de préformation.
En 2012, joueur de l'US Chantilly, il fait partie de la sélection U15 de la Ligue de Picardie, qui s'apprête à disputer la Coupe Nationale U15.

#### AS Saint-Étienne (2019-2022)
En fin de contrat en juin 2019, il s’engage le 29 mars 2019 en faveur de l'AS Saint-Étienne. Moukoudi fait ses premiers pas sous la tunique stéphanoise le 10 août 2019, dès première journée de la saison 2019-2020 de Ligue 1 face au Dijon FCO. Il est titularisé en défense centrale aux côtés de Loïc Perrin et participe à la victoire des Verts qui s'imposent sur le score de deux buts à un.
Le 31 janvier 2020, il est prêté à Middlesbrough. Il est rappelé par Saint-Étienne dès le mois de juillet, afin de disputer la finale de coupe de France face au PSG . Moukoudi s'impose dans l'effectif stéphanois comme une valeur sûre de la défense au cours de l'exercice suivant. Mais la saison 2021-2022 de l'ancien du Havre est cauchemardesque : il dispute 26 matchs sous le maillot des verts, et ne remporte aucune victoire. Ces derniers sont d'ailleurs relégués en Ligue 2 à l'issue d'un barrage en aller-retour contre l'AJ Auxerre.

#### AEK Athènes (2022-)
L'ASSE annonce le départ du défenseur pour l'AEK Athènes le 18 août 2022.
Il marque son premier but dès son premier match le 17 septembre 2022 contre le Panetolikós.

### Carrière internationale
Harold Moukoudi reçoit 10 sélections avec l'équipe de France des moins de 16 ans, une sélection avec les -17 ans, et trois chez les France -18 ans.
Le 12 octobre 2019 il honore sa première sélection avec l'équipe nationale du Cameroun face à la Tunisie (0-0).
Harold Moukoudi dispute sa première compétition internationale lors de la Coupe d'Afrique des nations 2021.
Le 28 décembre 2023, il est retenu dans la liste des vingt-sept joueurs camerounais sélectionnés pour disputer la Coupe d'Afrique des nations 2023.

## Statistiques
| Saison                | Club                  | Championnat           | Championnat | Championnat | Championnat | Coupe nationale | Coupe nationale | Coupe nationale | Coupe de la Ligue | Coupe de la Ligue | Coupe de la Ligue | Compétition(s) continentale(s) | Compétition(s) continentale(s) | Compétition(s) continentale(s) | Compétition(s) continentale(s) | Barrages | Barrages | Barrages | Cameroun | Cameroun | Cameroun | Total | Total | Total |
| Saison                | Club                  | Division              | M.          | B.          | P.d.        | M.              | B.              | P.d.            | M.                | B.                | P.d.              | Comp.                          | M.                             | B.                             | P.d.                           | M.       | B.       | P.d.     | M.       | B.       | P.d.     | M.    | B.    | P.d.  |
| 2016-2017             | Le Havre AC           | Ligue 2               | 7           | 0           | 0           | -               | -               | -               | -                 | -                 | -                 | -                              | -                              | -                              | -                              | -        | -        | -        | -        | -        | -        | 7     | 0     | 0     |
| 2017-2018             | Le Havre AC           | Ligue 2               | 33          | 4           | 1           | 1               | 0               | 0               | 2                 | 0                 | 0                 | -                              | -                              | -                              | -                              | 2        | 0        | 0        | -        | -        | -        | 38    | 4     | 1     |
| 2018-2019             | Le Havre AC           | Ligue 2               | 17          | 2           | 0           | -               | -               | -               | 2                 | 0                 | 0                 | -                              | -                              | -                              | -                              | -        | -        | -        | -        | -        | -        | 19    | 2     | 0     |
| Sous-total            | Sous-total            | Sous-total            | 57          | 4           | 1           | 1               | 0               | 0               | 4                 | 0                 | 0                 | -                              | -                              | -                              | -                              | 2        | 0        | 0        | -        | -        | -        | 64    | 4     | 1     |
| 2019-2020             | AS Saint-Étienne      | Ligue 1               | 11          | 0           | 0           | 2               | 0               | 0               | 1                 | 0                 | 0                 | C3                             | 3                              | 0                              | 0                              | -        | -        | -        | 1        | 0        | 0        | 18    | 0     | 0     |
| 2020-2021             | AS Saint-Étienne      | Ligue 1               | 26          | 3           | 1           | -               | -               | -               | -                 | -                 | -                 | -                              | -                              | -                              | -                              | -        | -        | -        | 3        | 0        | 0        | 29    | 3     | 1     |
| 2021-2022             | AS Saint-Étienne      | Ligue 1               | 24          | 0           | 0           | -               | -               | -               | -                 | -                 | -                 | -                              | -                              | -                              | -                              | 2        | 0        | 0        | 7        | 0        | 0        | 33    | 0     | 0     |
| Sous-total            | Sous-total            | Sous-total            | 61          | 3           | 1           | 2               | 0               | 0               | 1                 | 0                 | 0                 | -                              | 3                              | 0                              | 0                              | 2        | 0        | 0        | 11       | 0        | 0        | 80    | 3     | 1     |
| 2019-2020             | Middlesbrough FC      | Championship          | 8           | 0           | 1           | -               | -               | -               | -                 | -                 | -                 | -                              | -                              | -                              | -                              | -        | -        | -        | -        | -        | -        | 8     | 0     | 1     |
| Sous-total            | Sous-total            | Sous-total            | 8           | 0           | 1           | -               | -               | -               | -                 | -                 | -                 | -                              | -                              | -                              | -                              | -        | -        | -        | -        | -        | -        | 8     | 0     | 1     |
| 2022-2023             | AEK Athènes           | Héllàs Super League   | 27          | 2           | 0           | 3               | 1               | 0               | -                 | -                 | -                 | -                              | -                              | -                              | -                              | -        | -        | -        | -        | -        | -        | 30    | 3     | 0     |
| 2023-2024             | AEK Athènes           | Héllàs Super League   | 10          | 1           | 1           | -               | -               | -               | -                 | -                 | -                 | C1+C3                          | 4+5                            | 0                              | 0                              | -        | -        | -        | 7        | 0        | 0        | 26    | 1     | 1     |
| 2024-2025             | AEK Athènes           | Héllàs Super League   | 0           | 0           | 0           | -               | -               | -               | -                 | -                 | -                 | C4                             | 3                              | 1                              | 0                              | -        | -        | -        | 0        | 0        | 0        | 3     | 1     | 0     |
| Sous-total            | Sous-total            | Sous-total            | 37          | 3           | 1           | 3               | 1               | 0               | 0                 | 0                 | 0                 | -                              | 12                             | 1                              | 0                              | 0        | 0        | 0        | 7        | 0        | 0        | 59    | 5     | 1     |
| Total sur la carrière | Total sur la carrière | Total sur la carrière | 163         | 10          | 4           | 6               | 1               | 0               | 5                 | 0                 | 0                 | -                              | 15                             | 1                              | 0                              | 4        | 0        | 0        | 18       | 0        | 0        | 211   | 12    | 4     |

## Palmarès

### En club
- Le Havre AC
  - Champion de CFA 2 (Groupe H) en 2016.
- AS Saint-Étienne
- Finaliste de la Coupe de France en 2020.
- AEK Athènes
  - Champion de Grèce en 2023
  - Coupe de Grèce en 2023